# Onthophagus yunkara
Onthophagus yunkara là một loài bọ cánh cứng trong họ Bọ hung (Scarabaeidae).